# Bourbonanthura vaitapensis
Bourbonanthura vaitapensis är en kräftdjursart som beskrevs av Müller 1993. Bourbonanthura vaitapensis ingår i släktet Bourbonanthura och familjen Leptanthuridae. Inga underarter finns listade i Catalogue of Life.